# Mairy-Mainville
Mairy-Mainville és un municipi francès situat al departament de Meurthe i Mosel·la i a la regió del Gran Est. L'any 2007 tenia 544 habitants.

## Demografia

### Població
El 2007 la població de fet de Mairy-Mainville era de 544 persones. Hi havia 206 famílies, de les quals 36 eren unipersonals (20 homes vivint sols i 16 dones vivint soles), 67 parelles sense fills, 83 parelles amb fills i 20 famílies monoparentals amb fills.
La població ha evolucionat segons el següent gràfic:
Habitants censats

### Habitatges
El 2007 hi havia 216 habitatges, 206 eren l'habitatge principal de la família, 1 era una segona residència i 10 estaven desocupats. 215 eren cases i 2 eren apartaments. Dels 206 habitatges principals, 173 estaven ocupats pels seus propietaris, 24 estaven llogats i ocupats pels llogaters i 9 estaven cedits a títol gratuït; 1 tenia dues cambres, 17 en tenien tres, 38 en tenien quatre i 150 en tenien cinc o més. 192 habitatges disposaven pel capbaix d'una plaça de pàrquing. A 84 habitatges hi havia un automòbil i a 107 n'hi havia dos o més.

### Piràmide de població
La piràmide de població per edats i sexe el 2009 era:
| Homes | Edats   | Dones |
| ----- | ------- | ----- |
| 0     | 95 o +  | 0     |
| 0     | 90 a 94 | 4     |
| 0     | 85 a 89 | 4     |
| 4     | 80 a 84 | 4     |
| 4     | 75 a 79 | 24    |
| 16    | 70 a 74 | 12    |
| 20    | 65 a 69 | 4     |
| 4     | 60 a 64 | 28    |
| 0     | 55 a 59 | 8     |
| 12    | 50 a 54 | 4     |
| 48    | 45 a 49 | 12    |
| 4     | 40 a 44 | 28    |
| 20    | 35 a 39 | 16    |
| 20    | 30 a 34 | 16    |
| 4     | 25 a 29 | 8     |
| 12    | 20 a 24 | 12    |
| 28    | 15 a 19 | 8     |
| 12    | 10 a 14 | 8     |
| 20    | 5 a 9   | 16    |
| 12    | 0 a 4   | 20    |

## Economia
El 2007 la població en edat de treballar era de 345 persones, 249 eren actives i 96 eren inactives. De les 249 persones actives 236 estaven ocupades (131 homes i 105 dones) i 13 estaven aturades (4 homes i 9 dones). De les 96 persones inactives 34 estaven jubilades, 26 estaven estudiant i 36 estaven classificades com a «altres inactius».

### Ingressos
El 2009 a Mairy-Mainville hi havia 206 unitats fiscals que integraven 538 persones, la mediana anual d'ingressos fiscals per persona era de 18.350 €.

### Activitats econòmiques
Dels 4 establiments que hi havia el 2007, 1 era d'una empresa alimentària, 1 d'una empresa d'hostatgeria i restauració, 1 d'una empresa de serveis i 1 d'una empresa classificada com a «altres activitats de serveis».
L'únic servei als particulars que hi havia el 2009 era un restaurant.
L'any 2000 a Mairy-Mainville hi havia 7 explotacions agrícoles que ocupaven un total de 540 hectàrees.

## Equipaments sanitaris i escolars
El 2009 hi havia 1 escola maternal integrada dins d'un grup escolar amb les comunes properes formant una escola dispersa i 1 escola elemental integrada dins d'un grup escolar amb les comunes properes formant una escola dispersa.

## Poblacions més properes
El següent diagrama mostra les poblacions més properes.